# الدوري الصيني الدرجة الأولى
الدوري الصيني الدرجة الأولى المعروف ايضًا باسم جيا ليغ (بالصينية: 中 甲 联赛)، هو ثاني أعلى دوريات كرة القدم في الصين بعد الدوري الصيني الممتاز، يتنافس في الدوري 18 فريقًا، يتأهل فريقين في كل موسم فيه إلى الدوري الممتاز، فيما ينزل فريقين إلى دوري الدرجة الثانية.